# Fou de samba
Pour plus de détails, voir Fiche technique et Distribution.
Fou de samba (Mad About Mambo) est un film britannico-irlandais sorti en 2000.

## Synopsis
Un garçon obsédé par le football voit sa vie changer radicalement lorsqu'il y ajoute un peu de samba. Danny (Ash) joue dans l'équipe de football de l'école catholique pour garçons qu'il fréquente à Belfast. Les trois meilleurs amis de Danny, qui jouent également dans l'équipe, ont tous des ambitions différentes pour leur vie. Mickey (Maclean Stewart) veut devenir créateur de mode pour devenir riche et sortir avec des top-modèles. Gary (Russell Smith) veut devenir magicien pour devenir riche et rencontrer de belles femmes (et sans doute les couper en deux). Quant à Spike (Joe Rea), il aime tabasser les gens et veut devenir mercenaire pour gagner sa vie. Danny, lui, rêve de faire du football sa vie.
Les joueurs qu'il admire le plus sont les Sud-Américains, comme Pelé et Carlos Riga, qui, selon lui, ont un rythme et une souplesse particulière. Désireux d'ajouter certaines de ces qualités à son propre jeu, Danny a une idée : il prend des cours de samba, dans l'espoir que danser comme un Sud-Américain l'aidera à jouer comme un Sud-Américain. À sa grande surprise et à celle de ses amis, Danny s'avère être un assez bon danseur de danse latine et s'éprend d'une élève de son cours de danse, Lucy (Russell). Cependant, Lucy a un petit ami, qui est un concurrent féroce dans l'une des équipes rivales de Danny. Le film met également en vedette Brian Flanagan, qui joue un rôle de caméraman inspirant, ainsi que des membres du Celbridge Town Football Club.

## Fiche technique
- Titre : Fou de samba
- Titre original : Mad About Mambo
- Réalisation : John Forte
- Scénario : John Forte
- Photographie : Ashley Rowe
- Musique : Richard Hartley
- Pays d'origine :  Royaume-Uni,  Irlande
- Genre : comédie
- Date de sortie : 2000

## Distribution
- William Ash : Danny Mitchell
- Brian Cox : Sidney McLoughlin
- Keri Russell : Lucy McLoughlin
- Jim Norton : frère Xavier
- Maclean Stewart : Mickey
- Russell Smith : Gary
- Joe Rea : Spike
- Inge Dorman : Hockey Goalie
- Julian Littman : Rudi Morelli
- Daniel Caltagirone : Carlos Rega
- Gavin O'Connor : Seamus Mitchell